# Bezwstydnice
Bezwstydnice (hiszp. Sin vergüenza) – kolumbijska telenowela z 2007 roku. Wyprodukowana przez wytwórnię Telemundo.
Telenowela została wyemitowana m.in. w Stanach Zjednoczonych przez kanał „Telemundo” oraz w Polsce przez Zone Romantica i Tv Puls (pod tytułem Cena marzeń).

## Obsada
- Gaby Espino jako Renata Sepúlveda
- Ivonne Montero jako Mayté Contreras
- Margarita Ortega jako Fernanda Montes
- Paola Toyos jako Paloma San Roman
- Javier Gómez jako Raymundo Montes
- Diana Quijano jako Memé Del Solar
- Salvador del Solar jako Julian Gutierrez
- Alejandro de la Madrid jako Rafael Valdez
- Jorge Aravena jako Esteban Del Rio
- Alfredo Ahnert jako Max
- Cristóbal Lander jako Cristóbal
- Jose Julian Gaviria jako Vicente
- Luis Ernesto Franco jako Kike
- Lady Noriega jako Silvia Sepúlveda
- Natalia Giraldo jako Teresa